# Marquise Branca

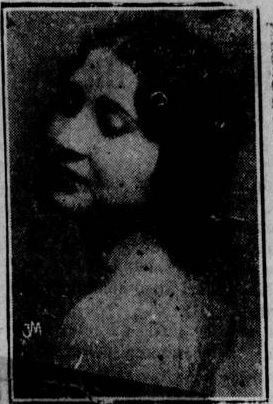
Biblioteca Nacional - 1928

Albertina Brasileiro (Triunfo, 6 de dezembro de 1910 - Rio de Janeiro, 22 de maio de 1965), conhecida pelo nome artístico de Marquise Branca, foi uma atriz e vedete brasileira, criadora da primeira companhia de teatro de Juazeiro do Norte.

## Biografia
Sua família mudou-se para o Cariri por volta de 1915 e mantinha uma pensão no centro de Juazeiro do Norte. Em 1927, sua irmã, Irma Brasileiro, casou-se com o ator Aloísio Campelo, integrante da Companhia de Teatro Conceição Ferreira, que fazia uma temporada na região. Quando a trupe deixou a cidade, Albertina acompanhou a irmã e o cunhado, adotando o pseudônimo de Marquise Branca.
Estreou nos palcos em Iguatu, apresentando-se em seguida em Fortaleza, com a companhia do Teatro Glória. Casou-se em 1928 com o espanhol Affonso Moreira, seu companheiro de palco.  Em 1929, o casal se uniu a Carlita Moreira para formar o Trio Marquise Branca, que excursionou pelo Maranhão e outros estados do Norte e Nordeste. Apresentou-se também em outros países da América do Sul, chegando a se estabelecer em Buenos Aires.
Na década de 1940, depois de se separar do marido, com quem tivera três filhos (Alberto, Affonsito e Norma), sua carreira entrou em declínio. Tentou uma retomada integrando o elenco da Rádio Tamandaré, do Recife, chegando a receber homenagens de novas companhias de teatro e de artistas em começo de carreira. Criou a Companhia Wilson Valença-Marquise Branca, de breve duração.
Morreu em 1965, no Rio de Janeiro, sendo sepultada no Cemitério São João Batista.

## Estilo e legado
Sua trupe apresentava sainetes (breves peças musicada, explorando o humor e temas sentimentais). Os personagens eram tipos populares e a ação sempre condensada e direta. Numa atitude considerada ousada para a época, Marquise Branca apresentava-se no palco mostrando as pernas e dançando de forma sensual.
Em sua homenagem, a cidade de Juazeiro do Norte inaugurou em 2003 o Teatro Municipal Marquise Branca.